# Складчато-глыбовая область горного Крыма
Складчато-глыбовая область горного Крыма (укр. Складчасто-брилова споруда гірського Криму) — тектоническая структура, часть Средиземноморского (Альпийского) подвижного пояса на юге Крыма. Соответствует Крымским горам, южной и западной ее части – под водами Чёрного моря. Пределы сооружения определяются глубинными разломами. Выделяют ядро, а также северо-западное и северное крыло структуры. В строении ядра принимают участие дислоцированные верхнетриасовые-нижнеюрские глинистые сланцы и песчаники (флиш), хаотично перекрыты складчатыми, деформированными в восточной части слоями. Из рифовых известняков образована Главная гряда. 
Основные структурные элементы ядра: Южнобережное, Балаклавское, Туацкое, Качинское антиклинальное поднятия и Западнокрымская и Восточнорымская и Судакская синклинальные зоны. Эти структуры осложнены многочисленными нарушениями сходного, сдвижного и надвижного характера. В строении сев. крылья принимают участие породы верхнемелового, палеогенового, неогенового, местами нижнемелового возраста: известняки, мел, мергели, залегающие моноклинально. Формирование сооружения началось с мезозоя. Во время киммерийской складчатости сформировалась основная складчатая структура ядра и его элементы. Процесс сопровождался интенсивной вулканической деятельностью. На конец раннего мела на месте современных Крымских гор образовалось единственное крупное поднятие, которое до конца палеогена было размыто и выровнено. В начале неогена киммерийская складчатая область под воздействием альпийских горнообразующих процессов поднялась на высоту 1500 м. и превратилась в современную горную постройку. Полезные ископаемые в основном представлены горными породами, которые используют как строительные материалы - известняки, мергели и др.